# 马格尼斯 (神话)
在希腊神话中， 有数个人的名字是马格尼斯（古希腊语：Μάγνης 的意思是“磁铁”) 。
- 马格尼斯，現在马格尼西亞州的第一任國王。马格尼西亞州是根据马格尼斯命名的。他是宙斯和提亚之子，也可能是埃俄罗斯和厄那瑞忒之子。 [1]
- 马格尼斯 ， Argos和Perimele之子， Hymenaeus的父亲；色萨利的一地区也以他的名字命名，马格尼西亞。 [2]
- 马格尼斯是佩涅洛佩的追求者之一，来自扎金索斯州 。 [3]他和其他追求者在欧墨鲁斯、菲洛提乌斯和忒勒马科斯的协助下被奥德修斯杀死。 [4]